# Magazzini Bonomi
Los Magazzini Bonomi son un palacio histórico de Milán en Italia situado en el nº 8 del Corso Vittorio Emanuele II.

## Historia
El edificio fue construido entre 1902 y 1907 por Angelo Bonomi. El edificio fue remodelado por el arquitecto Giovanni Muzio entre 1952 y 1965, así que solo queda la fachada del palacio original.

## Descripción
El palacio de los Magazzini Bonomi, que presenta uno estilo modernista maduro, se destaca por sus amplias ventanas en la fachada sobre la calle, cuya realizazión se hizo posible gracias a técnicas y materiales modernos. Así, el sistema estructural es de hierro fundido como se ve en las columnas que ornan la fachada. Balcones de hierro forjado coronados por doseles, barandillas y cornisas completan el conjunto decorativo.
El palacio constituye un ejemplo notable de modernismo milanés aplicado a un edificio comercial.